# جون سي. بوكس
جون سي. بوكس هو قاضي ومحامي وسياسي أمريكي، ولد في 28 مارس 1871 في كروكيت في الولايات المتحدة، وتوفي في 17 مايو 1941 في جاكسونفيل في الولايات المتحدة. نشط حزبياً في الحزب الديمقراطي. وقد انتخب عضو مجلس النواب الأمريكي ‏.